# Михаїл II (митрополит Київський)
Михаї́л II († 1145) — Митрополит Київський та всієї Руси.
Михаїл ІІ — грек за походженням.
1129 призначений у Константинополі на Київську Митрополію, яка певний час була вакантною. 1130 прибув до Києва.
Багато сприяв примиренню князів київської династії, які ворогували один із одним. Зокрема, влаштовував перегорвори між Ярополком Володимировичем та Всеволодом Олеговичем.
Близько 1134 прибув до Новгорода і своєю проповіддю Слова Божого утримував новгородців від ворожнечі з ростовськими князями. Але новгородці не послухалися Митрополита і, затримавши його в себе, виступили в похід. Зазнали поразки і, повернувшись із походу, відпустили Митрополита.
Загалом діяльність митрополита Михаїла II була цілком присвячена підсиленню впливу Візантії, збереженню васальної залежности галицьких князів від Константинополя.

### Виїзд з України
1145 Митрополит Михаїл відійшов від управління Митрополією і виїхав до Греції, де помер того ж таки року. Щоправда, існують припущення, що митрополит таки помер в Україні, але з огляду на політичну ситуацію в Києві був усунутий від управління митрополією — на користь представника місцевого українського чернецтва.